# Kanton Cormeilles
Der Kanton Cormeilles war bis 2015 ein französischer Wahlkreis im Arrondissement Bernay, im Département Eure und in der Region Haute-Normandie; sein Hauptort war Cormeilles, Vertreter im Generalrat des Départements war zuletzt von 1998 bis 2015 Hervé Morin.
Der elf Gemeinden umfassende Kanton war 105,82 km² groß und hatte 5361 Einwohner (Stand: 2012).

## Gemeinden
| Gemeinde                      | Einwohner | Code postal | Code Insee |
| ----------------------------- | --------- | ----------- | ---------- |
| Asnières                      | 216       | 27260       | 27021      |
| Bailleul-la-Vallée            | 122       | 27260       | 27035      |
| Le Bois-Hellain               | 158       | 27260       | 27071      |
| La Chapelle-Bayvel            | 216       | 27260       | 27146      |
| Cormeilles                    | 1.191     | 27260       | 27170      |
| Épaignes                      | 1.158     | 27260       | 27218      |
| Fresne-Cauverville            | 161       | 27260       | 27269      |
| Morainville-Jouveaux          | 363       | 27260       | 27415      |
| Saint-Pierre-de-Cormeilles    | 577       | 27260       | 27591      |
| Saint-Siméon                  | 278       | 27560       | 27603      |
| Saint-Sylvestre-de-Cormeilles | 173       | 27260       | 27605      |

## Bevölkerungsentwicklung
| 1962 | 1968 | 1975 | 1982 | 1990 | 2012 |
| ---- | ---- | ---- | ---- | ---- | ---- |
| 4054 | 4410 | 4162 | 4169 | 4286 | 5361 |